# Korea Post
Korea Post (hangul: 우정사업본부) – operator pocztowy oferujący usługi pocztowe w Korei Południowej, z siedzibą w Sedżongu. Przedsiębiorstwo w obecnej postaci powstało w 2000 roku.